# Raducz

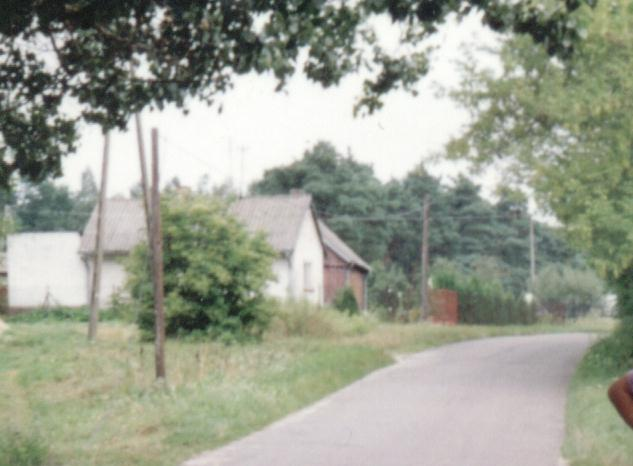
Raducz

Raducz är en by i centrala Polen, belägen 75 km sydväst om Warszawa. Den ligger i den östra delen av vojvodskapet Łódź. Raducz har ca 30 invånare (2006).